# Édouard de Moreau
Édouard de Moreau d'Andoy (Andoy, 26 augustus 1879 - Leuven, 2 maart 1952) was een Belgisch jezuïet, historicus en hoogleraar aan de Katholieke Universiteit Leuven. Hij was gespecialiseerd in de geschiedenis van de Katholieke Kerk in België.

## Biografie
Édouard de Moreau was een telg uit de familie De Moreau. Hij was een zoon van baron Alphonse de Moreau, advocaat en politicus. Hij trad in 1896 toe tot het jezuïetennoviciaat van Drongen en volgde het gebruikelijke traject van de jezuïetenopleiding. De twee jaar noviciaat werden gevolgd door studies geschiedenis (1899-1901) aan de Facultés universitaires Notre Dame de la Paix in Namen, wijsbegeerte (1901-1904) en daarna onder leiding van kanunnik Alfred Cauchie een doctoraat in de geschiedenis aan de Katholieke Universiteit Leuven (1904-1907). De voorbereidende theologische studies voor het priesterschap (1908-1912) deed hij aan het jezuïetentheologaat van Leuven, waarna hij in augustus 1911 tot priester werd gewijd.
In 1913 werd hij hoogleraar kerkgeschiedenis aan het jezuïetentheologaat van Leuven. Als historisch onderzoeker was hij vooral op het gebied van de geschiedenis van de Katholieke Kerk in België actief. Na de Eerste Wereldoorlog werd hij benoemd tot voorzitter van de Commissie voor Oorlogsarchieven.
In 1935 kreeg hij van kardinaal Van Roey de leiding van de commissie die was belast met het onderzoeken van de vermeende verschijningen van de Heilige Maagd Maria in Banneux en Beauraing twee jaar eerder. Zijn talrijke historische onderzoeken maakten indruk door hun nauwgezetheid en intelligentie. Sommige van zijn werken werden bekroond door de Académie française en de Académie royale de Belgique. In 1950 kende laatstgenoemde hem unaniem hun eerste vijfjaarlijkse prijs voor geschiedenis toe.
Hij werd in 1936 plaatsvervangend lid, in 1947 werkend lid en in 1949 secretaris-penningmeester van de Koninklijke Commissie voor Geschiedenis.

## Publicaties (selectie)
- L'abbaye de Villers en Brabant aux XIIe et XIIIe siècles. Étude d'histoire religieuse et économique, Brussel, Dewit, 1909.
- Un frère d'armes de Montalembert. Adolphe Deschamps, 1807-1875, Brussel, Dewit, 1911.
- Saint Amand. Apôtre de la Belgique et du Nord de la France, Leuven, Museum Lessianum, 1927. (Prix Thérouanne van de Académie française in 1928)
- Le Catholicisme en Belgique, Luik, La Pensée catholique, 1928.
- Saint Anschaire. Un missionnaire en Scandinavie au IXe siècle, Leuven, Museum Lessianum, 1930.
- 'Belgique', in Dictionnaire d'histoire et de géographie ecclésiastique, vol. 7, Parijs, Letouzey et Ané, 1934, 520-756.
- Les derniers temps de la querelle des investitures à Liége. De la mort de Henri IV au Concordat de Worms, 1106-1122, Brussel, Hayez, 1936.
- Histoire de l'Église en Belgique des origines au début du XIIe siècle, 2 vol., Brussel, Édition universelle, 1940.
- L'Église en Belgique des origines au début du XXe siècle, Brussel, Édition universelle, 1945.
- Albert de Louvain, prince-évêque de Liège, Brussel, Éditions universitaires, 1946.
- La suppression de la Compagnie de Jésus dans la principauté de Liège, Brussel, Palais des Académies, 1946.
- Histoire de l'Église en Belgique. Tome III. L'Église féodale, 1122-1378, Édition universelle, 1947.
- Histoire de l'Église en Belgique. Circonscriptions ecclésiastiques. Chapitres, abbayes, couvents en Belgique avant 1559, Édition universelle, 1948.
- Histoire de l'Église en Belgique. Tome IV. L'Église aux Pays-Bas sous les ducs de Bourgogne et Charles-Quint, 1378-1559, Édition universelle, 1949.
- Les abbayes de Belgique (VIIe – XIIe siècles), Brussel, La Renaissance du livre, 1952.
- Histoire de l'Église en Belgique. Tome V. L'Église des Pays-Bas, 1559-1633, Édition universelle, 1952.